# Tomasz Markowski (polityk)
Tomasz Maciej Markowski (ur. 30 maja 1968 w Warszawie) – polski polityk, poseł na Sejm IV i V kadencji.

## Życiorys
Ukończył studia na Wydziale Prawa i Administracji Uniwersytetu Warszawskiego. Pod koniec lat 80. działał w Niezależnym Zrzeszeniu Studentów.
Od 1995 do 2001 należał do Ruchu Odbudowy Polski. Bez powodzenia kandydował z jego listy do Sejmu w 1997. W 1995 był członkiem sztabu wyborczego Jana Olszewskiego, a w latach 1998–2001 przewodniczącym Federacji Młodych ROP. Od 1999 zasiadał w prezydium rady politycznej tej partii. W 2001 przystąpił do Prawa i Sprawiedliwości. W 2001 i 2005 uzyskiwał z listy tego ugrupowania mandat poselski w okręgu bydgoskim. Pełnił funkcje członka prezydium Klubu Parlamentarnego PiS (2001–2002), wiceprezesa struktur w kujawsko-pomorskim (2003–2004), pełnomocnika regionalnego (2004–2006), wiceprzewodniczącego Klubu Parlamentarnego PiS (2005–2007), pełnomocnika okręgowego w Bydgoszczy (2006–2007) i prezesa zarządu okręgowego (2007–2008). W VI kadencji Sejmu był wiceprzewodniczącym Komisji Skarbu Państwa.
We wrześniu 2007 w „Gazeta Wyborcza” ujawniła, że mieszkający na stałe w Warszawie Tomasz Markowski zameldował się fikcyjnie w Bydgoszczy, dzięki czemu pobierał z Kancelarii Sejmu dodatek dla zamiejscowych posłów. W ciągu sześciu lat pobrał z tego tytułu 138 tys. zł nienależnych świadczeń. Tomasz Markowski, początkowo kandydujący do Sejmu w wyborach parlamentarnych z drugiego miejsca na bydgoskiej liście wyborczej PiS, został z niej skreślony jeszcze przed jej rejestracją. Znalazł się również poza partią.
Po publikacji Kancelaria Sejmu wytoczyła posłowi proces cywilny o zapłatę. W sierpniu 2009 Sąd Okręgowy w Warszawie zasądził na jej rzecz od Tomasza Markowskiego dochodzoną sumę. Równocześnie przeciw byłemu posłowi toczył się proces karny o wyłudzenie, również w sierpniu 2009 w pierwszej instancji został uniewinniony od popełnienia zarzucanego mu czynu. W lutym 2010 Sąd Okręgowy w Warszawie uchylił wyrok sądu I instancji, przekazując sprawę do ponownego rozpoznania. W kolejnym procesie ponownie został uniewinniony, a wyrok sądu I instancji ponownie uchylony w instancji odwoławczej. W grudniu 2012 Sąd Rejonowy dla Warszawy-Śródmieścia skazał byłego posła na karę dwóch lat pozbawienia wolności, stosując środek probacyjny w postaci warunkowego zawieszenia jej wykonania. W kwietniu 2013 Sąd Okręgowy w Warszawie nie uwzględnił jego apelacji, a wyrok stał się prawomocny.
W 2018 zgłosił ponownie akces do PiS, jednak nie został przyjęty. W 2019 został jednym z fundatorów i wiceprezesem Instytutu Jana Olszewskiego. W styczniu 2021 został prezesem stowarzyszenia Przyszłość 5.0, związanego z zarejestrowaną w tym samym miesiącu partią o tej nazwie, której także został jednym z liderów.